# انعكاس عشوائي

أشعة الضوء الساقطة تتبعثر في كل اتجاه.

الانعكاس العشوائي نقيض  انعكاس منتظم  و هو الانعكاس الذي لا يحقق قانون الانعكاس فيبعثر أشعة الضوء ويعكسها كيفما اتفق و تخالف فيه زاوية السقوط زاوية الانعكاس. و الانعكاس بهذه الكيفية هو الذي تتيح للعين البشرية رؤية الأجسام. فمثلا عند سقوط الضوء على الكتاب ينعكس باتجاهات شتّى, فيراه كل من حوله، بعكس المرآة التي تعكس الضوء باتجاه واحد و بزاوية واحدة فلا يرى المرآة إلا الواقف أمامها. و الانعكاس العشوائي هو مبدأ عمل المشتت الذي يقوم ببعثرة جميع أشعة الضوء الساقطة عليه. و تزداد عشوائية الارتدادت بزيادة خشونة سطح الجسم ولذلك يستعمل في فحص ملاسة الأسطح وخشونتها. و يعد سطح لامبرتيان هو السطح المثالي في هذه الحالة ويستعمل في صناعة المشتت المذكور سابقًا. و من مقاييس الانعكاس العشوائي البياض و يستعمل في مجال مطيافية الأشعة تحت الحمراء لفحص أسطح الأجسام.
عنـدما يصطدم الضوء بسطح مادة (غير معدنـية) فإنه يرتد في جميع الاتجاهات بسبب الانعكاسات المتعددة والتي تحدث بسبب العيوب الميكروسكوبية (عدم الانتظام) بداخل المادة (على سبيل المثال:السطح المدبب للبلورات المعدنية)
ومن خلال سطح المادة إذا كان خشنًا فلا تتكون الصورة.
الشكل الدقيق للانعكاس يعتمد على تركيب المادة والمثال الشائع للانعكاس العشوائي هو (انعكاس لامبرت) حيث ينعكس الضوء على شكل انصاف اقطار متساوية في جميع الاتجاهات والذي يعرف بقانون lambert's cosine law